# 生天目仁美のお陽さまとおさんぽ
生天目仁美のお陽さまとおさんぽ（なばためひとみのおひさまとおさんぽ）は音泉・BEWEとanimate.tvにて2005年（平成17年）11月3日から2007年（平成19年）6月28日まで配信されたオリジナルインターネットラジオ番組。パーソナリティは生天目仁美とスパイシーこと大石孝次。

## 概要

### パーソナリティ
- 生天目仁美

メインパーソナリティ。自分の名前が入った冠番組を持ったのはこのラジオが初である。
- スパイシー

ディレクターを務める大石孝次のこと。2006年（平成18年）4月以降は音泉ルートのみ登場、アニメイトTVルートではディレクターとして進行。
『佐藤利奈のあの空で逢えたら』のディレクターも担当していた。

### エンジニア
- 中曽聡太郎（なかそそうたろう／担当時期：2005年（平成17年）11月3日 〜 ）

クイズ好きのエンジニア担当のディレクター。19??年6月29日生まれ。番組内では「めがねくん」、「めがねさん」と称呼。
かつては『佐藤利奈のあの空で逢えたら』のディレクターも担当していた。

### プロデューサー
- クリーミー

『佐藤利奈のあの空で逢えたら』のプロデューサーも担当していたが滅多に登場しなかった。

### 配信曜日&放送
- 2005年（平成17年）11月3日 - 2006年（平成18年）3月30日（＃1〜＃11／隔週木曜日に音泉・アニメイトTVと同時更新）
- 2006年（平成18年）4月6日 - 2007年（平成19年）6月28日（＃12〜＃77／毎週配信、音泉とアニメイトTVが隔週木曜日に交互更新）

### その他
- 配信サイト：音泉・BEWE&アニメイトTV
- スポンサー

TAKI CORPORATION（2006年（平成18年）10月5日［＃38］〜12月21日［＃49］、2007年（平成19年）5月3日［＃69］〜6月28日［＃77］）
CHAMBERS RECORDS（2005年（平成17年）11月3日［＃1］〜9月28日［＃37］、2007年（平成19年）5月3日［＃69］〜6月28日［＃77］）
フロンティアワークス（2007年（平成19年）1月11日［＃52］ - 2007年（平成19年）4月26日［＃68］）
アニメイトTV（2005年（平成17年）11月3日［＃1］ - 2007年（平成19年）1月5日［＃51］）

## テーマソング
※ オープニングテーマ／エンディングテーマ（流れた時期）
- おひさまとおさんぽ／トモダチ（＃1〜＃23、＃77(2005年（平成17年）11月3日 - 2006年（平成18年）6月22日、2007年（平成19年）6月28日)）

両曲共に1stソロ・ミニアルバム「おひさまとおさんぽ」（2006年（平成18年）2月24日発売）より
- 夏の忘れ物（＃24〜＃37(2006年（平成18年）6月29日〜2006年（平成18年）9月28日)）／明日へ...（＃24〜＃39(2006年（平成18年）6月29日〜2006年（平成18年）10月12日)）

両曲共にマキシシングル「明日へ...」（2006年（平成18年）8月18日発売）より
- Kissin' the Sky〜新しい夜明け〜（＃38〜＃68(2006年（平成18年）10月5日〜2007年（平成19年）4月26日)）／here's（＃40〜＃56(2006年（平成18年）10月19日〜2007年（平成19年）1月22日)）

マキシシングル「キミにエールを」（2006年（平成18年）11月22日発売）より
- キミにエールを（＃57〜＃75、＃77(2007年（平成19年）2月8日〜6月14日、6月28日)）

エンディングテーマ、マキシシングル「キミにエールを」より
- ORANGE（＃69〜＃76(2007年（平成19年）5月3日〜6月21日)）

オープニングテーマ、1stアルバム「ピクニック」（2007年（平成19年）5月25日発売）より
- しあわせのかたち（＃76(2007年（平成19年）6月21日)）

エンディングテーマ、1stアルバム「ピクニック」（2007年（平成19年）5月25日発売）より

## その他

### 概要・補足
- 2006年（平成18年）4月6日の配信から音泉ルートとanimate.tvルートの交互放送で違う内容が配信される（『あの空で逢えたら』のOside・Asideと同じ形式）。
- 番組で採用されたお便りの中から抽選で1名に特製直筆サイン入りポストカードが贈呈。
- エンディングの締めは「明日がお陽さまの一日でありますように」。
- 音泉ルートに登場しているスパイシーはオープニングとエンディングのみ登場していない。
- 『あの空で逢えたら』のプロデューサーも担当しているクリーミーについては番組内には登場していない。
- 2006年（平成18年）10月5日配信分からはチェンバースレコーズからタキコーポレーションにHPサイトが移転、音泉・アニメイトTVルート用投稿先のアドレス - ウェイバックマシン（2006年6月29日アーカイブ分）変更（radio@taki-c.co.jp）。
- 2006年（平成18年）12月21・28日配信分（＃50）は年末スペシャルとして12月10日に行なわれた公開録音の模様を動画（音泉&BEWE・アニメイト同一内容）で配信。
  - 通常、「ボイスサンプルを作ろう」のコーナーではBGMが編集で後付されるが、この公録ではBGMをバックにセリフを演じた。
  - 生天目中心に横からカメラを映していたが、所々スパイシーの顔もカメラに映った。スパイシーにカメラを回したのはこの番組が初めて。

### F・P・L（番組の歴史）
2006年（平成18年）
- ローカルヒーロー話が度々取り上げられることがあり、クリーミーが出張で広島・岡山に行った時にきびだんご（岡山）とヒロシマン（広島）を対抗物を持ってきてくれたことがあった。
- 8月3日配信分（アニメイトTVルート,#29） 生天目30歳の誕生日。アニメイトTVルートには登場しないスパイシーがこの回のみ例外で登場し、ケーキを持ってきて祝った。
- 9月28日配信分（アニメイトTVルート,#37） 「生天目が好きな野球のことをいつか教えるという理由で能登を野球デートに誘ってみてはどうか」というリスナーの勧めのお便りに対し、本人は「いいの、麻美子は野球を知らなくても。あたしのことを好きだったらいいのさ」とかなりの能登好きをアピールしていた。
- 9月28日配信分（アニメイトTVルート,#37） 捕手の原俊介（元・読売ジャイアンツ）好きはこの番組でも何気なくアピールしていた。10年前、自分に自信を持ちたかったため挑戦して何でもオーディション受けていた。その中でどうしても受かりたかった作品があったがあと一歩のところで合格できず凹んでいたところ、「ジャイアンツ球場に行こう」と実母からの誘いがあった。足を運んだ時期はオフシーズンの時期で、その当時はまだルーキーだった俊介が後藤孝次から色々指導されながらランニングやキャッチボールをしており、その姿を見て「あっ、頑張ってる人がいる!あたしも頑張ろう!」と思い、かなり励まされてからファンになったというエピソードを話していた。
- 10月5日配信分（音泉ルート,#38） 生天目がスパイシーの誕生日を言い当てたことから12月21日生まれということが判明した。スパイシーは「なんで分かったの?」と驚いていた
- 12月14日配信分（音泉ルート,#48） 打ち入りや打ち上げをこれまで一度もやっていなかったため、番組内で早めの打ち上げ兼クリスマスパーティー（おでんとスパークリングワイン(スプマンテ)）を行なった。しかし、番組収録から約5分後に生天目はベロベロに酔ってしまったため、後続のコーナーがかなりグダグダな展開になってしまった。そのため、「ボイスサンプルを作ろう」は酔った生天目の「電車」の一言だけで終わってしまった。

2007年（平成19年）
- 2月8日配信分（音泉ルート,#57） この週からエンディング曲が「キミにエールを」に変わったが、エンディングでは何の触れ込みもなかった。
- 番組6クール目突入を機に「女豹への道」を＃56で終了して「ボイスサンプルを作ろう」に統合される。番組ラジオCD発売発表。（＃57・2月8日配信分）
- 3月8日配信分（音泉ルート,#61） 前回（音泉ルート,#59・2月22日）募集した「ハマグリ」情報があまりなかったので「美味しい炭焼きのお店」に変更。（「今夜はこんな気分で」）
- 4月5日配信分（音泉ルート,#65） 3月末に閉館してしまった「カレーミュージアム」についての話を語る。生天目は「パク森」レトルトカレー（通常とドライの2種のルーが入っている）をスパイシーからの土産でゲット。（「今夜はこんな気分で」）
- 4月19日配信分（音泉ルート,#67） 新曲1stアルバム『ピクニック』（2007年（平成19年）5月25日発売）から「ORANGE」を初流し。生天目、元々野球関連の仕事がしたかったと話す。東京ドームのボールガール面接を最終審査（およそ20名、キャッチボールの試験などを受けた）まで残ったが落選。その落選理由が「家が遠いから」と（遠い言い訳気味で）言われた。また、生天目は「（もう少し若ければ）横浜スタジアムのリリーフカーのお姉さんになりたかった」とも
- 4月26日配信分（アニメイトTVルート,#68） 新曲1stアルバム『ピクニック』から「ピクニック」を初流し。生天目の作詞作曲。
- 5月17日配信分（音泉ルート,#71） アルバム『ピクニック』全10曲の解説にプロデューサーとして関わっているクリーミーが2回目の登場。ラジオDVD「生天目仁美のお陽さまとおさんぽ CDもついてるよ」が7月27日に発売することを発表した。
- 5月31日配信分（音泉ルート,#73） 「おさんぽ」を6月いっぱいで終了することが発表。
- 6月21日配信分（アニメイトTVルート,#76） アニメイトTV最後の回。
- 6月28日配信分（音泉ルート,#77） 最終回（1年8ヶ月）。

## コーナー
※ ゲスト出演がある週は「ゲストさんいらっしゃい!」のジングルが流れる。基本的に「F・P・L」の前に行なわれる。

### 音泉ルート
- F・P・L 音泉ルート（ふつおた）

普通のお便りとトークテーマを募集。「F・P・L」とはFree Private Liberty（フリー・プライベート・リバティ）の略で「何でも自由に語り合う」という意味がある。
- 今夜はこんな気分で

料理やグルメに関するお便りを紹介するコーナー

### アニメイトTVルート
※原則としてスパイシーは登場せず生天目のみでパーソナリティーを行う
- F・P・L アニメイトTVルート（ふつおた）

音泉ルートと同内容
- 仁美さんに聞いてみよう! （#12／2006年（平成18年）4月6日〜#76／2007年（平成19年）6月21日）

リスナーの悩みを生天目に相談するコーナー
- オレンジ温泉 （#1／2005年（平成17年）11月3日〜#48／2006年（平成18年）12月14日(音泉ルート)、#52／2007年（平成19年）1月5日〜#76／2007年（平成19年）6月21日(アニメイトTVルート)）

リスナーがお勧めする場所・事柄を紹介するコーナー。特にローカルヒーロー関連情報を強く募集。
音泉ルートからアニメイトルートに移行したのを機に2007年（平成19年）1月5日配信分から「お散歩自慢いたします」を吸収合併して1つのコーナーになった。
- ボイスサンプルを作ろう （#38／2006年（平成18年）10月5日〜#55／2007年（平成19年）1月25日(音泉ルート)、#58／2007年（平成19年）2月15日〜#76／2007年（平成19年）6月21日(アニメイトTVルート)）

生天目のさまざまな一人語り用のボイスサンプルを作るコーナー。
＃58からは「女豹の独り言」と統合して女豹系の台本もここで演じるようになった。
- お知らせコーナー

生天目に関する情報告知

## 終了したコーナー
- お散歩自慢いたします （#12／2006年（平成18年）4月6日〜#49／2006年（平成18年）12月21日(音泉ルート)）

リスナーの好きな散歩のコース、散歩中の出来事などのエピソードを紹介するコーナー。
「F・P・L」のお散歩版であり、音泉ルートでのコーナーだったが「オレンジ温泉」に吸収合併された。
- 女豹への道→女豹の独り言 （#12／2006年（平成18年）4月6日〜#56／2007年（平成19年）2月1日(アニメイトTVルート)）

女豹の必要条件、設定になる状況と登場人物の説明を考えるコーナー。生天目が一人語り出来る台本をリスナーに書いてもらい、それを女豹の生天目が女豹らしく演じる。一人で出来る内容であれば複数のキャラクターが登場してもOK。ちなみに生天目が一人語りをしている時はBGMが流れておらず後に編集で付け加えられていた。コーナー統合のため『ボイスサンプルを作ろう』に吸収される形で終了。
生天目は免許皆伝で殿堂入りしたから女豹と言わなくていい、スパイシーの説明では昨年末最後の忘年会放送（#48/2006年（平成18年）12月14日、音泉ルート2006年（平成18年）最後の放送）で生天目が酔ってしまった時に女豹だったことが露呈してメールの投稿数が減ったからと説明している。

## ゲスト
#09,10は隔週放送時代、それ以降のゲスト出演の#30,#40は音泉ルート。
スポンサーがチェンバースレコーズ（=スパイシーがいる）ということもあってか殆どゲストが来ず、2006年（平成18年）10月に登場した大藤史が最後のゲストとなった。
2006年（平成18年）
- ＃09（ 3月 2日配信） 松本尚樹(※1)
- ＃10（ 3月16日配信） 鈴木利奈(※2)
- ＃30（ 8月10日配信） 伊福部崇・鷲崎健〔ポアロ〕
- ＃40（10月19日配信） 大藤史(※3)

※1 「トモダチ」作曲者
※2 アニメイト本部
※3 アニメ『夜明け前より瑠璃色な 〜Crescent Love〜』（生天目はフィーナ・ファム・アーシュライト役を演じている）の主題歌「前奏曲(プレリュード)―We are not alone―」を担当。

## 基本タイムテーブル
- オープニング
- CM
- F・P・T（フリー・プライベート・リバティ）

音泉ルートではここからスパイシーが登場（アニメイトTVには登場しない）
- CM
- 今夜はこんな気分で（音泉）
- CM（20秒×2）
- お知らせコーナー

生天目関連の告知など
- CM（20秒）
- エンディング

おたより募集告知（ここからスパイシーの登場は基本的になしのためEDの挨拶はなし）

### チェンバース関連・その他
- 佐藤利奈のあの空で逢えたら
- 佐藤利奈のあの空で逢いましょう♪F

- ケンコー全裸系水泳部 ウミショー 準備運動

### グッズ
- 生天目仁美オリジナル・メッセージ入りスポーツタオル

￥1,500（税込）。マキシシングル「キミにエールを」の発売にあわせて販売した300枚限定のオリジナルメッセージタオル。通販・イベントで購入できる。今治のタオル職人によって作られた特殊な上げ落ち加工を施したジャガード素材。
ヘム位置の『お年寄りを大切にしよう! 生天目仁美』については手違いで伝わらなかったのか日本語で織り込まれてしまっており、「本来ならその部分も英文にしてほしかった」と生天目が完成時の品を見た時に発言していた一品。

### ラジオCD
- 生天目仁美のお陽さまとおさんぽ ラジオCD Vol.1（SDCR-0007）・Vol.2（SDCR-0008） ￥1,995（税込）

2007年（平成19年）4月13日（金）2枚同時発売
Vol.1
- 01. オープニング
- 02. 仁美さんコメント
- 03. 記念すべき第1回オープニング　〜F.P.L・セレクションI
- 04. 仁美さんコメント
- 05. F.P.L・セレクションII
- 06. 仁美さんコメント
- 07. オレンジ温泉・セレクションI
- 08. 仁美さんコメント
- 09. オレンジ温泉・セレクションII
- 10. エンディング

ボーナストラック
- 11. おひさまとおさんぽVer.1：CM
- 12. 明日へVer.1：CM
- 13. 明日へVer.2：CM

Vol.2
- 01. オープニング
- 02. 仁美さんのコメント
- 03. 今夜はこんな気分で・セレクション:ポッキー事件編
- 04. 仁美さんのコメント
- 05. 今夜はこんな気分で・セレクション:カレー編
- 06. 仁美さんのコメント
- 07. 女豹への道・セレクション
- 08. 仁美さんのコメント
- 09. 仁美さんに聞いてみよう・セレクション
- 10. エンディング

ボーナストラック
- 11. おひさまとおさんぽVer.2：CM
- 12. 明日へVer.3：CM
- 13. 明日へVer.4：CM

- 生天目仁美のお陽さまとおさんぽ CDもついてるよ
  - ラジオDVD（2007年（平成19年）7月27日発売）
  - 2006年（平成18年）10月〜12月までの配信から収録
  - 本編81分、特典映像